# Гончариха (балка)
Гончариха — балка в России, протекает по Богучарскому району Воронежской области. Левый приток реки Богучарки.

## География
Длина реки составляет около 15 км.
Гончариха берёт начало в 6 км к юго-востоку от села Дерезовка Верхнемамонского района. Течёт на юг по открытой местности. Устье реки находится у села Вервековка в 20 км по левому берегу реки Богучарки. Крупнейшие притоки: балки Большая Глубокая, Химин Яр и овраг Каменный Большой.